# Alvare IV du Kongo
Alvare IV du Kongo, connu sous le nom de Nzinga a Nkuwu en kikongo et Álvaro IV Afonso en portugais, né vers 1610, fut roi du Kongo de 1631 à sa mort en 1636

## Origine et règne
Alvare IV, second fils d'Alvare III du Kongo, est un adolescent âgé de 11 ans lorsqu'il qui est porté au trône le 8 mars 1631 après l'assassinat de son frère le roi Ambrosio Il arrive au pouvoir pendant une période de grande confusion et, sans l'intervention de ses favoris les futurs rois Alvare VI et Garcia II, son règne aurait été encore plus bref. 
En 1633 Daniel da Silva, duc de Mbamba, nommé par le roi Ambroise, et oncle du souverain, marche sur la capitale de Sao Salvador avec 12 000 hommes sous prétexte de « protéger son neveu des étrangers ». Le roi s'enfuit avec ses protecteurs qui livrent une bataille rangée contre les forces de Silva dans un marécage. Les frères de la famille Lukeni, Álvaro et Garcia, sont victorieux da Silva blessé par une flèche . Le roi récompense ses deux fidèles l'aîné Álvaro Nkanga devient du duc Mbamba et le cadet Garcia Nimi marquis de Kiova à la frontière du Soyo. Álvaro IV est destitué et il meurt probablement empoisonné le 25 février 1636. Álvaro V, son demi-frère qui est un cousin des frères Lukeni, monte sur le trône, mettant fin au règne du Kanda Kwilu au profit du Kanda Mpanzu

## Sources
- (en) Anne Hilton, The Kingdom of Kongo, Clarendon Press, 1985, p. 86 Fig. 1.
- (en) John K. Thornton, A history of west central Africa to 1850, Cambridge, Cambridge University Press, 2020, 365 p. (ISBN 978-1-107-56593-7), p. 153-154 Kongo in tension & p.159-161 Kongo: Renewed crisis.